# Axinella copiosa
Axinella copiosa är en svampdjursart som beskrevs av Thiele 1898. Axinella copiosa ingår i släktet Axinella och familjen Axinellidae.
Artens utbredningsområde är havet kring Japan. Inga underarter finns listade i Catalogue of Life.